# Vườn quốc gia Drovers Cave
Vườn quốc gia Drovers Cave là một vườn quốc gia ở Tây Úc, Úc.